# OPEN Alliance SIG
L'OPEN Alliance és un grup d'interès especial (SIG) sense ànim de lucre, format principalment per la indústria de l'automoció i proveïdors de tecnologia que col·laboren per fomentar l'adopció a gran escala de la comunicació basada en Ethernet com a estàndard en les aplicacions de xarxa d'automoció.
Les empreses membres de l'OPEN Alliance aprofiten l'escalabilitat i la flexibilitat d'Ethernet per permetre xarxes de comunicació rendibles en vehicles amb complexitat reduïda. Una xarxa de comunicacions basada en Ethernet també és un element clau d'infraestructura per a les futures funcions del client com la conducció autònoma i el cotxe connectat. Les xarxes d'automoció tradicionals com CAN, LIN, FlexRay, MOST no van poder satisfer els requisits de velocitat de dades més alts de les aplicacions d'automoció emergents, com ara sistemes avançats d'assistència al conductor (ADAS), Infotainment o actualització ràpida de diverses ECU dels vehicles. Això va portar a BMW a investigar noves tecnologies de xarxa basades en estàndards com Ethernet el 2004. L'estàndard 100BASE-TX Fast Ethernet complia els requisits d'automoció per a una amplada de banda més gran i també proporcionava flexibilitat en la topologia de xarxa, però tenia limitacions per complir els requisits d'EMC de l'automòbil.
L'objectiu de l'OPEN Alliance SIG és facilitar l'adopció de comunicacions basades en Ethernet per a xarxes dins de vehicles:
- Habilitar el desplegament de les especificacions de la capa física IEEE 100BASE-T1, 1000BASE-T1 i 1000BASE-RH existents amb especificacions complementàries de conformitat i interoperabilitat.
- Completar l'ecosistema encara més amb les especificacions de requisits i proves per a arnesos, interruptors, ECU i funcionalitats addicionals.
- Fomentar i donar suport al desenvolupament de noves solucions de capa física en una organització per a establir estàndards.
- Identificar i abordar contínuament les llacunes relacionades amb la implementació de la comunicació basada en Ethernet a l'automoció.